# لیگ برتر فوتسال مردان ایران ۱۴۰۳
لیگ برتر فوتسال ایران ۱۴۰۳ بیست و ششمین فصل لیگ حرفه‌ای ایران تحت عنوان لیگ برتر فوتسال است. در پایان این مسابقات باشگاه فوتسال گیتی‌پسند اصفهان به قهرمان دست پیدا کردا و تیم‌های کلینیک ایرانیان قم و فرش آرا مشهد به لیگ دسته اول سقوط کردند.

## جدول لیگ
| رده | تیم                 | بازی | برد | مساوی | باخت | زده | خورده | تفاضل | امتیاز |
| --- | ------------------- | ---- | --- | ----- | ---- | --- | ----- | ----- | ------ |
| ۱   | گیتی پسند           | ۲۶   | ۲۱  | ۳     | ۲    | ۹۹  | ۵۰    | ۴۹    | ۶۶     |
| ۲   | مس سونگون           | ۲۶   | ۱۸  | ۴     | ۴    | ۹۵  | ۵۴    | ۴۱    | ۵۸     |
| ۳   | گهر زمین سیرجان     | ۲۶   | ۱۹  | ۰     | ۷    | ۶۷  | ۴۰    | ۲۷    | ۵۷     |
| ۴   | کراپ الوند          | ۲۶   | ۱۷  | ۴     | ۵    | ۷۸  | ۴۶    | ۳۲    | ۵۵     |
| ۵   | پالایش نفت بندرعباس | ۲۶   | ۱۵  | ۳     | ۸    | ۷۰  | ۴۶    | ۲۴    | ۴۸     |
| ۶   | فولاد زرند          | ۲۶   | ۹   | ۷     | ۱۰   | ۶۵  | ۶۱    | ۴     | ۳۴     |
| ۷   | فولاد هرمزگان       | ۲۶   | ۷   | ۸     | ۱۱   | ۵۶  | ۶۸    | ۱۴-   | ۲۹     |
| ۸   | سن ایچ              | ۲۶   | ۸   | ۵     | ۱۳   | ۵۹  | ۷۵    | ۱۶-   | ۲۹     |
| ۹   | پالایش نفت اصفهان   | ۲۶   | ۹   | ۱     | ۱۶   | ۵۰  | ۶۹    | ۱۹-   | ۲۸     |
| ۱۰  | شهرداری ساوه        | ۲۶   | ۷   | ۷     | ۱۲   | ۴۹  | ۷۳    | ۲۴-   | ۲۸     |
| ۱۱  | سفیر گفتمان         | ۲۶   | ۳   | ۲     | ۴    | ۲۰  | ۲۴    | -۴    | ۲۶     |
| ۱۲  | ایرالکو اراک        | ۲۶   | ۷   | ۵     | ۱۴   | ۴۷  | ۶۵    | ۱۸-   | ۲۳     |
| ۱۳  | کلینیک ایرانیان قم  | ۲۶   | ۵   | ۵     | ۱۶   | ۴۵  | ۷۴    | ۲۹-   | ۲۰     |
| ۱۴  | فرش آرا             | ۲۶   | ۳   | ۵     | ۱۸   | ۴۹  | ۸۶    | ۳۷-   | ۱۴     |

## تیم‌ها

### صعود و سقوط (پیش فصل)
در مجموع چهارده تیم در لیگ شرکت می‌کنند که شامل چهارده باشگاه برتر از فصل ۰۲–۱۴۰۱ و دو باشگاه نخست از لیگ یک فوتسال مردان ایران که به لیگ برتر صعود کرده‌اند

### باشگاه‌ها و سرمربی
| تیم                       | سرمربی       | تیم                 | سرمربی       |
| ------------------------- | ------------ | ------------------- | ------------ |
| سفیر گفتمان تهران         | رضا زرخانلی  | گیتی پسند اصفهان    | محمد کشاورز  |
| ایرالکو اراک              | مسعود کیانفر | گهر زمین سیرجان     | حسین افضلی   |
| فولاد زرند ایرانیان       | وحید محسنی   | مس سونگون ورزقان    | حمید بی‌غم    |
| کراپ الوند ایرانیان قزوین | سعید کشاورزی | فرش آرا مشهد        | احمد شفیعی   |
| سن ایچ                    | حسین صبوری   | پالایش نفت بندرعباس | عباس روزپیکر |
| شهرداری ساوه              | رضا لک       | هیئت فوتبال قم      |              |
| پالایش نفت اصفهان         |              | فولاد هرمزگان       |              |

پراکندگی جغرافیایی تیم‌ها
| استان          | تعداد تیم | نام تیم‌ها                               |
| -------------- | --------- | --------------------------------------- |
| تهران          | ۱         | سفیر گفتمان تهران                       |
| اصفهان         | ۲         | پالایش نفت اصفهان، گیتی پسند اصفهان     |
| قزوین          | ۱         | کراپ الوند ایرانیان قزوین               |
| استان مرکزی    | ۳         | شهرداری ساوه، سن ایچ ساوه، ایرالکو اراک |
| کرمان          | ۲         | فولاد زرند ایرانیان، گهر زمین سیرجان    |
| هرمزگان        | ۲         | فولاد هرمزگان، پالایش نفت بندرعباس      |
| قم             | ۱         | کلینک ایرانیان قم                       |
| مشهد           | ۱         | فرش آرا مشهد                            |
| آذربایجان شرقی | ۱         | مس سونگون ورزقان                        |

تاریخ به روز رسانی: شنبه - ۲۶ آبان ۱۴۰۳